# Каммерсрор
Каммерсрор (нім. Kammersrohr) — громада  в Швейцарії в кантоні Золотурн, округ Леберн.

## Географія
Громада розташована на відстані близько 36 км на північ від Берна, 7 км на північний схід від Золотурна.
Каммерсрор має площу 1 км², з яких на 3,2% дозволяється будівництво (житлове та будівництво доріг), 56,4% використовуються в сільськогосподарських цілях, 40,4% зайнято лісами, 0% не є продуктивними (річки, льодовики або гори).

## Демографія
2019 року в громаді мешкало 32 особи (-17,9% порівняно з 2010 роком), іноземців було 3,1%. Густота населення становила 34 осіб/км².
За віковим діапазоном населення розподілялося таким чином: 12,5% — особи молодші 20 років, 62,5% — особи у віці 20—64 років, 25% — особи у віці 65 років та старші. Було 14 помешкань (у середньому 2,3 особи в помешканні).
Із загальної кількості 15 працюючих 10 було зайнятих в первинному секторі, 0 — в обробній промисловості, 5 — в галузі послуг.